# 回娘家 (新春)
回娘家是新春習俗，指已出嫁的女兒於新春期間其中一天與丈夫、子女返回娘家，這天又稱迎婿日。大部分華人和日本傳統上是在正月初二回娘家（日本在明治維新後把新年習俗改為公曆日期進行，改為1月2日），而部分地区的华人（如胶东），以及朝鮮傳統上則是正月初三回娘家。實際上因為交通或遷就假期，未必按照傳統在指定日子回娘家。而距離較遠的甚至未必每年皆會回娘家。

## 習俗
這天女兒會和丈夫、子女攜帶禮物前去娘家，回娘家的主要目的是為了維繫彼此之間的情感，但有時在此日，已嫁的女兒返回娘家後，自己的部分家人（如母親等）也返回娘家了。
日本稱為，在九州地方以新婚夫婦過的第一個新年回娘家最為重要，夫婦要在歲晚即回娘家，在娘家逗留多天，還要送給娘家親屬每人一份禮物。

## 禁忌
傳說正月初一回娘家，會使娘家變窮。但現代人有不少已經沒有這樣的禁忌了。但也有民間說法認為，這只是婆家「恐嚇」媳婦新年時要留下來幫忙家務，而編造的藉口。